# Municipio de Whittington
El municipio de Whittington (en inglés: Whittington Township) es un municipio ubicado en el condado de Garland en el estado estadounidense de Arkansas. En el año 2010 tenía una población de 17599 habitantes y una densidad poblacional de 41,22 personas por km².

## Geografía
El municipio de Whittington se encuentra ubicado en las coordenadas 34°34′8″N 92°59′59″O / 34.56889, -92.99972. Según la Oficina del Censo de los Estados Unidos, el municipio tiene una superficie total de 426.96 km², de la cual 421.68 km² corresponden a tierra firme y (1.24%) 5.28 km² es agua.

## Demografía
Según el censo de 2010, había 17599 personas residiendo en el municipio de Whittington. La densidad de población era de 41,22 hab./km². De los 17599 habitantes, el municipio de Whittington estaba compuesto por el 92.1% blancos, el 2.74% eran afroamericanos, el 0.85% eran amerindios, el 0.45% eran asiáticos, el 0.07% eran isleños del Pacífico, el 1.59% eran de otras razas y el 2.2% pertenecían a dos o más razas. Del total de la población el 3.89% eran hispanos o latinos de cualquier raza.